# Gobierno de Srettha Thavisin
El gobierno de Srettha Thavisin ( en tailandés: คณะรัฐมนตรีเศรษฐา ทวีสิน  ) es el sexagésimo tercer gobierno de Tailandia a partir del 5 de septiembre de 2023.
Dirigido por Srettha Thavisin, es el tercer gobierno formado bajo el rey Rama X, y el segundo por Pheu Thai, que había quedado segundo en las elecciones legislativas, el primero de Pheu Thai es el gobierno de Yingluck Shinawatra, de 2011 a 2014, y el sexto por su predecesor, Thai Rak Thai, desde el primer gobierno de Thaksin Shinawatra, de 2001 a 2005.
Srettha Thavisin fue investido oficialmente como Primer Ministro por el rey el 22 de agosto  Su gobierno fue designado el 2 de septiembre, y prestó juramento el día 5 de septiembre de 2023.

## Formación

### Contexto
El Parlamento, reunido en sesión conjunta el 13 de julio de 2023, rechazo finalmente la nominación de Pita Limjaroenrat, cuyo partido Partido Avanzar (MFP) obtuvo el primer puesto en las elecciones legislativas de 2023, y que formó una coalición con Pheu Thai (PT), que llegó segundo en la votación. Pita obtuvo 325 votos, incluidos los de 13 senadores, o 51 menos de los 376 necesarios. Todavía puede presentar su candidatura dos veces. Fue suspendido de su mandato el 19 de julio por decisión del Tribunal Constitucional. El mismo día, el Parlamento votó a favor de declarar ilegal su candidatura, que ya había sido presentada la semana anterior. Ese mismo día tuvieron lugar grandes manifestaciones en Bangkok para protestar contra esta decisión.
La votación del Parlamento se aplazó hasta el 25 de julio por tiempo indefinido, hasta que el Tribunal Constitucional se pronuncie sobre Pita Limjaroenrat. El 2 de agosto, para reunir los votos de los senadores y de los partidos militares, el Pheu Thai (PT) anunció que ponía fin a su coalición con Partido Avanzar (MFP) y presentó la candidatura de uno de sus cargos electos, Srettha Thavisin. Alegando un defecto de procedimiento, el Tribunal Constitucional rechazó el recurso del partido de Pita el 16 de agosto, permitiendo así que continuara el procedimiento parlamentario.
El Partido del Poder del Estado Popular se manifestó el 21 de agosto en favor de la candidatura de Srettha Thavisin como parte de una coalición de once partidos, entre los que se encuentran también otros dos partidos militaristas, el Partido del Orgullo Tailandés y el Partido de la Nación Unida Tailandesa . Estas manifestaciones permitieron la elección de Srettha Thavisin al cargo de Primer Ministro el 22 de agosto, gracias a la movilización de una gran parte de los senadores. Su voto de investidura recibió 482 votos a favor (incluidos 152 de los senadores), 165 votos en contra (incluidos 149 de miembros del Partido Avanzar) y 100 abstenciones (incluidas 68 de los senadores).

## Gabinete Ministerial

### Primer Ministro del Reino de Tailandia
| Fotografía | Primer Ministro      | Período              | Período              | Partido | Partido |
| Fotografía | Primer Ministro      | Inicio               | Fin                  | Partido | Partido |
| ---------- | -------------------- | -------------------- | -------------------- | ------- | ------- |
|            | Srettha Thavisin     | 22 de agosto de 2023 | 14 de agosto de 2024 |         |         |
|            | Phumtham Wechayachai | 14 de agosto de 2024 | 16 de agosto de 2024 |         |         |

### Vice primeros ministros del Reino de Tailandia
| Fotografía | Vice primer ministro     | Período                 | Período              | Partido | Partido |
| Fotografía | Vice primer ministro     | Inicio                  | Fin                  | Partido | Partido |
| ---------- | ------------------------ | ----------------------- | -------------------- | ------- | ------- |
|            | Phumtham Wechayachai     | 1 de septiembre de 2023 | 14 de agosto de 2024 |         |         |
|            | Somsak Thepsuthin        | 1 de septiembre de 2023 | 27 de abril de 2024  |         |         |
|            | Parnpree Bahiddha-nukara | 1 de septiembre de 2023 | 27 de abril de 2024  |         |         |
|            | Anutin Charnvirakul      | 1 de septiembre de 2023 | 16 de agosto de 2024 |         | BJT     |
|            | Patcharawat Wongsuwan    | 1 de septiembre de 2023 | 16 de agosto de 2024 |         |         |
|            | Pirapan Salirathaviphak  | 1 de septiembre de 2023 | 16 de agosto de 2024 |         |         |

### Ministerios
| Ministerio                                              | Fotografía | Titular                   | Período                 | Período             | Partido | Partido |
| Ministerio                                              | Fotografía | Titular                   | Inicio                  | Fin                 | Partido | Partido |
| ------------------------------------------------------- | ---------- | ------------------------- | ----------------------- | ------------------- | ------- | ------- |
| Agricultura y Cooperativas                              |            | Thammanat Prompow         | 1 de septiembre de 2023 | En el cargo         |         |         |
| Comercio                                                |            | Phumtham Wechayachai      | 1 de septiembre de 2023 | En el cargo         |         |         |
| Cultura                                                 |            | Sermsak Pongpanich        | 1 de septiembre de 2023 | 27 de abril de 2024 |         |         |
| Cultura                                                 |            | Sudawan Wangsupakitkosol  | 27 de abril de 2024     | En el cargo         |         |         |
| Defensa                                                 |            | Sutin Klangsang           | 1 de septiembre de 2023 | En el cargo         |         |         |
| Desarrollo Social y Seguridad Humana                    |            | Varawut Silpa-archa       | 1 de septiembre de 2023 | En el cargo         |         | CTPP    |
| Economía y Sociedad Digital                             |            | Prasert Chanruangthong    | 1 de septiembre de 2023 | En el cargo         |         |         |
| Educación Superior, Ciencia, Investigación e Innovación |            | Supamas Isaraphakdi       | 1 de septiembre de 2023 | En el cargo         |         | BJT     |
| Educación                                               |            | Permpoon Chidchob         | 1 de septiembre de 2023 | En el cargo         |         | BJT     |
| Energía                                                 |            | Pirapan Salirathaviphak   | 1 de septiembre de 2023 | En el cargo         |         |         |
| Finanzas                                                |            | Srettha Thavisin          | 1 de septiembre de 2023 | 27 de abril de 2024 |         |         |
| Finanzas                                                |            | Pichai Chunhavajira       | 27 de abril de 2024     | En el cargo         |         | Ind     |
| Interior                                                |            | Anutin Charnvirakul       | 1 de septiembre de 2023 | En el cargo         |         | BJT     |
| Industria                                               |            | Pimpatra Wichaikul        | 1 de septiembre de 2023 | En el cargo         |         |         |
| Justicia                                                |            | Tawee Sodsong             | 1 de septiembre de 2023 | En el cargo         |         | PP      |
| Recursos Naturales y Medio Ambiente                     |            | Patcharawat Wongsuwan     | 1 de septiembre de 2023 | En el cargo         |         |         |
| Relaciones Exteriores                                   |            | Parnpree Bahiddha-nukara  | 1 de septiembre de 2023 | 28 de abril de 2024 |         |         |
| Relaciones Exteriores                                   |            | Maris Saengiamphong       | 30 de abril de 2024     | En el cargo         |         | Ind     |
| Salud Pública                                           |            | Chonnan Srikaew           | 1 de septiembre de 2023 | 27 de abril de 2024 |         |         |
| Salud Pública                                           |            | Somsak Thepsuthin         | 27 de abril de 2024     | En el cargo         |         |         |
| Trabajo                                                 |            | Phipat Ratchakitprakarn   | 1 de septiembre de 2023 | En el cargo         |         | BJT     |
| Transporte                                              |            | Suriya Juangroongruangkit | 1 de septiembre de 2023 | En el cargo         |         |         |
| Turismo y Deportes                                      |            | Sudawan Wangsupakitkosol  | 1 de septiembre de 2023 | 27 de abril de 2024 |         |         |
| Turismo y Deportes                                      |            | Sermsak Phongpanich       | 27 de abril de 2024     | En el cargo         |         |         |